# پایگاه داده استقرائی
پایگاه‌دادهٔ استقرائی (Inductive Database) نوعی از پایگاه‌داده می‌باشد که علاوه بر داده، شامل الگوهایی است که از داده‌ها استخراج شده‌اند. پایگاه‌داده‌های استقرائی با مفاهیمی همچون داده‌کاوی (Data Mining) عجین شده‌است. هدف کلی در این نوع پایگاه‌داده‌ها، داده و الگو می‌باشد. جستجو به دنبال الگوها با استفاده از زبانی با عنوان Inductive Query Language انجام می‌پذیرد. تعدادی زبان مخصوص برای این نوع پایگاه‌داده‌های ایجاد شده‌اند. اکثر این زبان‌ها معمولاً امکانات زبان‌های موجودی همچون SQL یا XML را توسعه می‌دهند.